# Riga International 2005
Die Riga International 2005 im Badminton fanden vom 2. bis zum 4. September 2005 in Riga statt.

## Sieger und Platzierte
| Disziplin    | Gold                               | Silber                                 | Bronze                                   |
| ------------ | ---------------------------------- | -------------------------------------- | ---------------------------------------- |
| Herreneinzel | Simon Maunoury                     | Kęstutis Navickas                      | Jean-Michel Lefort                       |
| Herreneinzel | Simon Maunoury                     | Kęstutis Navickas                      | Andreas Wölk                             |
| Dameneinzel  | Kamila Augustyn                    | Kati Tolmoff                           | Claudia Mayer                            |
| Dameneinzel  | Kamila Augustyn                    | Kati Tolmoff                           | Piret Hamer                              |
| Herrendoppel | Łukasz Moreń Wojciech Szkudlarczyk | Joe Morgan James Phillips              | Bruce Topping Mark Topping               |
| Herrendoppel | Łukasz Moreń Wojciech Szkudlarczyk | Joe Morgan James Phillips              | Indrek Küüts Meelis Maiste               |
| Damendoppel  | Kai-Riin Saluste Kati Tolmoff      | Piret Hamer Helen Reino                | Kristina Dovidaitytė Akvilė Stapušaitytė |
| Damendoppel  | Kai-Riin Saluste Kati Tolmoff      | Piret Hamer Helen Reino                | Margarita Miķelsone Kristīne Šefere      |
| Mixed        | Kęstutis Navickas Kamila Augustyn  | Jean-Michel Lefort Akvilė Stapušaitytė | Heimo Götschl Claudia Mayer              |
| Mixed        | Kęstutis Navickas Kamila Augustyn  | Jean-Michel Lefort Akvilė Stapušaitytė | Michal Matejka Eva Sládeková             |